# In Silico (álbum de Pendulum)
In Silico es el segundo álbum de estudio hecho por la banda australiana de Drum And Bass Pendulum, lanzado en Australia y Europa el 12 de mayo de 2008 por Warner Bros Records y en los Estados Unidos un día después por Atlantic Records. El álbum presenta un cambio de sonido para la banda desde su primer álbum Hold Your Colour lejos del Drum And Bass, incorporando más influencia de la música rock y electrónica. El álbum llegó al rango número 2 en el UK album chart el 18 de mayo de 2008. Varios sencillos fueron incluidos en el álbum, tales como "Granite", "Propane Nightmares", "The Other Side" y "Showdown". Pequeños discos de la canción "The Tempest" fueron llevados a la audiencia del programa en vivo "Project Rev".
La expresión In Silico de la que el álbum deriva su nombre, significa hecho en computadora o vía una simulación de computadora. Sin embargo el bajista de Pendulum Gareth McGrillen comentó que el nombre se refiere a un álbum de Nirvana llamado In Utero (que significa nacer de forma natural o en el útero) y por eso lleva doble sentido con "nacer de forma sintética", además eso explica el diseño de la carátula del álbum donde se ve un bebé dentro del logo de Pendulum representando en síntesis un óvulo.

## Recepción
Las críticas hacia el álbum fueron variadas, con la mayoría viniendo por el cambio de Pendulum, de Drum And Bass a un sonido más Rock electrónico. Allmusic alabó que "Pendulum está decidido a cerrar la brecha" entre el Rock y la Música Electrónica. Sin embargo, The Guardian consideró que el sonido era "un poco anticuado". Muchos fanáticos criticaron In Silico por cambiar el género musical de la banda; Sin embargo, debido a la popularidad del álbum, y con sencillos que se reproducen en los canales de música televisiva como Kerrang!, Pendulum logró atraer un nuevo número de fanáticos. Q Magazine nombró a los sencillos "Granite" y "Propane Nightmares" parte de las 50 mejores canciones de los meses en que estuvieron al aire.

## En la cultura popular
Una parte de la letra de "Mutiny" ("In through the rays of your reflection, we enter from a terminal connection") proviene de la canción "The Terminal" del álbum "Hold Your Colour". Las canciones "Granite" y "Showdown" aparecen en el videojuego de carreras todo terreno Pure. "Granite", "9.000 Miles" y "The Tempest" también aparecieron en el videojuego de Electronic Arts, Need for Speed: Undercover. "Showdown" aparece en la película de 2008 Punisher: War Zone , y en un episodio de CSI: NY. Además parte de la canción "Mutiny" apareció en un comercial de Verizon Wireless del LG Dare, y "The Other Side" en un episodio de EastEnders que se emitió el 6 de agosto de 2010. La canción "Propane Nigthmares" fue utilizada como el tema principal de la WWE del pago por evento Cyber Sunday 2008, también se la utilizó para el lanzamiento de Just Cause 2. Además, una versión remezclada por Celldweller de la canción "Propane Nightmares" aparece en el videojuego para PS2 y PSP "MotorStorm: Artic Edge". Y "The Tempest" fue utilizada en varios comerciales televisivos de la película Asesino Ninja.

## Lista de canciones
| Original release |                      |          |  |
| N.º              | Título               | Duración |  |
| 1.               | «Showdown»           | 5:27     |  |
| 2.               | «Different»          | 5:51     |  |
| 3.               | «Propane Nightmares» | 5:13     |  |
| 4.               | «Visions»            | 5:36     |  |
| 5.               | «Midnight Runner»    | 6:55     |  |
| 6.               | «The Other Side»     | 5:15     |  |
| 7.               | «Mutiny»             | 5:09     |  |
| 8.               | «9,000 Miles»        | 6:26     |  |
| 9.               | «Granite»            | 4:41     |  |
| 10.              | «The Tempest»        | 7:27     |  |